# Lijst van gemeentelijke monumenten in Maastricht, Villapark
De buurt Villapark in de wijk Maastricht-Zuidwest in Maastricht heeft 209 panden/objecten die als gemeentelijke monumenten zijn beschreven in 143 regels (monumentnummers). Zie hieronder een overzicht.
| Object                                                                                          | Bouwjaar                                 | Architect                                                | Locatie                                                             | Coördinaten                   | Nr.                    | Afbeelding                                                                                      |
| ----------------------------------------------------------------------------------------------- | ---------------------------------------- | -------------------------------------------------------- | ------------------------------------------------------------------- | ----------------------------- | ---------------------- | ----------------------------------------------------------------------------------------------- |
| Half vrijstaand woonhuis                                                                        | 1926                                     |                                                          | Aylvalaan 1                                                         | 50° 50' 27" NB, 5° 41' 30" OL | 0935/472               | Half vrijstaand woonhuis                                                                        |
| Dubbel woonhuis                                                                                 | 1931                                     |                                                          | Aylvalaan 2-4                                                       | 50° 50' 28" NB, 5° 41' 30" OL | 0935/473               | Dubbel woonhuis                                                                                 |
| Woonhuis                                                                                        | 1925                                     |                                                          | Aylvalaan 5                                                         | 50° 50' 27" NB, 5° 41' 30" OL | 0935/475               | Woonhuis                                                                                        |
| Woonhuis in neorenaissancestijl                                                                 | 1914                                     |                                                          | Aylvalaan 6                                                         | 50° 50' 28" NB, 5° 41' 28" OL | 0935/476               | Woonhuis in neorenaissancestijl                                                                 |
| Voormalig Henric van Veldekecollege (voorgevel en erfafscheiding)                               | 1922                                     | Jules Kayser                                             | Aylvalaan 9a01-9a31 en 9b01-9b31                                    | 50° 50' 26" NB, 5° 41' 26" OL | 0935/477               | Voormalig Henric van Veldekecollege (voorgevel en erfafscheiding)                               |
| Woonhuis                                                                                        | 1918 (kern), 1940 (voorgevel)            | Willem Sandhövel                                         | Aylvalaan 14ab                                                      | 50° 50' 28" NB, 5° 41' 26" OL | 0935/478               | Woonhuis                                                                                        |
| Woonhuis                                                                                        | circa 1910                               |                                                          | Aylvalaan 28                                                        | 50° 50' 28" NB, 5° 41' 24" OL | 0935/479               | Woonhuis                                                                                        |
| Dubbel woonhuis                                                                                 | 1927                                     | Jos Joosten                                              | Aylvalaan 32-34                                                     | 50° 50' 28" NB, 5° 41' 23" OL | 0935/480               | Dubbel woonhuis                                                                                 |
| Woonhuis                                                                                        | 1927                                     | Alphons Boosten                                          | Aylvalaan 36abc                                                     | 50° 50' 28" NB, 5° 41' 23" OL | 0935/482               | Woonhuis                                                                                        |
| Dubbel woonhuis                                                                                 | 1929                                     | Jos Joosten                                              | Aylvalaan 38-40                                                     | 50° 50' 27" NB, 5° 41' 22" OL | 0935/483               | Dubbel woonhuis                                                                                 |
| Woonhuis                                                                                        | 1911                                     |                                                          | Aylvalaan 50                                                        | 50° 50' 27" NB, 5° 41' 20" OL | 0935/485               | Woonhuis                                                                                        |
| Blok van vier woonhuizen                                                                        | 1935                                     | Willem Sandhövel                                         | Bergweg 33-35-37 en Burgemeester Ceulenstraat 81                    | 50° 50' 14" NB, 5° 41' 33" OL | 0935/488               | Blok van vier woonhuizen                                                                        |
| Woonhuis                                                                                        | 1957                                     | Th. Boosten                                              | Bergweg 59                                                          | 50° 50' 13" NB, 5° 41' 27" OL | 0935/492               | Woonhuis                                                                                        |
| Woonhuis                                                                                        | vóór 1850                                |                                                          | Blekerij 48                                                         | 50° 50' 28" NB, 5° 41' 54" OL | 0935/493               | Woonhuis                                                                                        |
| Dubbel woonhuis                                                                                 | 1931                                     |                                                          | Blekerij 58ab – 60                                                  | 50° 50' 26" NB, 5° 41' 52" OL | 0935/494               | Dubbel woonhuis                                                                                 |
| Dubbel woonhuis in eclectische stijl                                                            | circa 1910                               |                                                          | Burgemeester Ceulenstraat 4-6                                       | 50° 50' 22" NB, 5° 41' 27" OL | 0935/496               | Dubbel woonhuis in eclectische stijl                                                            |
| Woonhuis                                                                                        | 1931                                     |                                                          | Burgemeester Ceulenstraat 8                                         | 50° 50' 22" NB, 5° 41' 27" OL | 0935/498               | Woonhuis                                                                                        |
| Woonhuis                                                                                        | 1954                                     | W. Schellinx                                             | Burgemeester Ceulenstraat 24                                        | 50° 50' 20" NB, 5° 41' 27" OL | 0935/499               | Woonhuis                                                                                        |
| Woonhuis                                                                                        | 1933                                     |                                                          | Burgemeester Ceulenstraat 28                                        | 50° 50' 20" NB, 5° 41' 28" OL | 0935/500               | Woonhuis                                                                                        |
| Woning                                                                                          |                                          |                                                          | Burgemeester Ceulenstraat 30                                        | 50° 50' 18" NB, 5° 41' 28" OL | 0935/3573 [dode link]  | Woning                                                                                          |
| Drie woonhuizen met elementen van de Amsterdamse school                                         | 1935                                     | H. Rijnders                                              | Burgemeester Ceulenstraat 45ab-47-49ab                              | 50° 50' 18" NB, 5° 41' 30" OL | 0935/501               | Drie woonhuizen met elementen van de Amsterdamse school                                         |
| Basisschool (voormalige bewaarschool Zusters Ursulinen en Meisjesschool)                        | 1928                                     | A. Boosten (bewaarschool) en A. Swinkels (meisjesschool) | Burgemeester Ceulenstraat 60 & Bergweg 50                           | 50° 50' 14" NB, 5° 41' 30" OL | 0935/491               | Basisschool (voormalige bewaarschool Zusters Ursulinen en Meisjesschool)                        |
| Landhuis in neoclassicistische stijl                                                            | 2e helft 19e eeuw                        |                                                          | Burgemeester Ceulenstraat 62                                        | 50° 50' 13" NB, 5° 41' 31" OL | 0935/505               | Landhuis in neoclassicistische stijl                                                            |
| Woonhuis                                                                                        | 1927                                     |                                                          | Burgemeester Ceulenstraat 72                                        | 50° 50' 12" NB, 5° 41' 32" OL | 0935/506               | Woonhuis                                                                                        |
| Woonhuis met voorgevel in neoclassicistische stijl                                              | circa 1900                               |                                                          | Burgemeester Ceulenstraat 78                                        | 50° 50' 11" NB, 5° 41' 33" OL | 0935/507               | Woonhuis met voorgevel in neoclassicistische stijl                                              |
| Dubbel winkel-woonhuis                                                                          | 1936                                     |                                                          | Glacisweg 1ab                                                       | 50° 50' 24" NB, 5° 41' 34" OL | 0935/568               | Dubbel winkel-woonhuis                                                                          |
| Blok van drie woonhuizen                                                                        | 1927                                     |                                                          | Glacisweg 2 - Sint Lambertuslaan 28-28a                             | 50° 50' 25" NB, 5° 41' 35" OL | 0935/571               | Blok van drie woonhuizen                                                                        |
| Blok van zes woonhuizen                                                                         | 1901                                     |                                                          | Glacisweg 3-5-7-9-11-13                                             | 50° 50' 24" NB, 5° 41' 33" OL | 0935/572               | Blok van zes woonhuizen                                                                         |
| Woonhuis in eclectische stijl                                                                   | circa 1910                               |                                                          | Glacisweg 14                                                        | 50° 50' 24" NB, 5° 41' 32" OL | 0935/578               | Woonhuis in eclectische stijl                                                                   |
| Woonhuis                                                                                        | 1916                                     |                                                          | Graaf van Waldeckstraat 1                                           | 50° 50' 32" NB, 5° 41' 40" OL | 0935/580               | Woonhuis                                                                                        |
| Woonhuis                                                                                        | 1933                                     |                                                          | Graaf van Waldeckstraat 4                                           | 50° 50' 30" NB, 5° 41' 39" OL | 0935/581               | Woonhuis                                                                                        |
| Villa in expressionistische stijl                                                               | 1926                                     | Frits Peutz                                              | Graaf van Waldeckstraat 5                                           | 50° 50' 31" NB, 5° 41' 40" OL | 0935/582               | Villa in expressionistische stijl                                                               |
| Blok van drie woonhuizen                                                                        | 1932                                     | Ch. Muller                                               | Graaf van Waldeckstraat 6-8-10                                      | 50° 50' 29" NB, 5° 41' 39" OL | 0935/583               | Blok van drie woonhuizen                                                                        |
| Woonhuis                                                                                        | 1916                                     |                                                          | Graaf van Waldeckstraat 7                                           | 50° 50' 31" NB, 5° 41' 40" OL | 0935/586               | Woonhuis                                                                                        |
| Woonhuis                                                                                        | 1917                                     |                                                          | Graaf van Waldeckstraat 13                                          | 50° 50' 30" NB, 5° 41' 41" OL | 0935/587               | Woonhuis                                                                                        |
| Blok van zes woonhuizen                                                                         | 1895                                     |                                                          | Graaf van Waldeckstraat 17-19-21-23-25-27                           | 50° 50' 29" NB, 5° 41' 41" OL | 0935/588               | Blok van zes woonhuizen                                                                         |
| Dubbele villa                                                                                   | 1934                                     |                                                          | Graaf van Waldeckstraat 51-53                                       | 50° 50' 25" NB, 5° 41' 42" OL | 0935/594               | Dubbele villa                                                                                   |
| Woonhuis                                                                                        | 1935                                     | H. Rijnders                                              | Henri Goovaertsweg 1                                                | 50° 50' 19" NB, 5° 41' 28" OL | 0935/596               | Woonhuis                                                                                        |
| Blok van drie woonhuizen                                                                        | circa 1905                               |                                                          | Lage Kanaaldijk 2abc-3-4                                            | 50° 50' 22" NB, 5° 41' 43" OL | 0935/602               | Blok van drie woonhuizen                                                                        |
| Twee woonhuizen                                                                                 | circa 1905                               |                                                          | Lage Kanaaldijk 6-7                                                 | 50° 50' 21" NB, 5° 41' 42" OL | 0935/605               | Twee woonhuizen                                                                                 |
| Woonhuis                                                                                        | circa 1905                               |                                                          | Lage Kanaaldijk 9                                                   | 50° 50' 20" NB, 5° 41' 42" OL | 0935/607               | Woonhuis                                                                                        |
| Dubbel woonhuis                                                                                 | 1905                                     |                                                          | Lage Kanaaldijk 10-11                                               | 50° 50' 20" NB, 5° 41' 42" OL | 0935/608               | Dubbel woonhuis                                                                                 |
| Dubbel woonhuis                                                                                 | 1896                                     |                                                          | Lage Kanaaldijk 17-18                                               | 50° 50' 16" NB, 5° 41' 41" OL | 0935/610               | Dubbel woonhuis                                                                                 |
| Woonhuis in eclectische stijl                                                                   | 1905                                     |                                                          | Lage Kanaaldijk 19                                                  | 50° 50' 16" NB, 5° 41' 41" OL | 0935/612               | Woonhuis in eclectische stijl                                                                   |
| Complex van 33 arbeidswoningen                                                                  | 1922                                     | J. Reijn                                                 | Lage Kanaaldijk 31 t/m 45a en Papenweg 73 t/m 103                   | 50° 50' 10" NB, 5° 41' 38" OL | 0935/613               | Complex van 33 arbeidswoningen                                                                  |
| Woonhuis                                                                                        | 1935                                     | L. Hurkens                                               | Lage Kanaaldijk 46A                                                 | 50° 50' 8" NB, 5° 41' 38" OL  | 0935/614               | Woonhuis                                                                                        |
| Café met bovenwoning                                                                            |                                          |                                                          | Lage Kanaaldijk 54                                                  | 50° 50' 2" NB, 5° 41' 38" OL  | 0935/3765 [dode link]  | Café met bovenwoning                                                                            |
| Tuinderswoning                                                                                  | ca. 1880                                 |                                                          | Lage Kanaaldijk 59                                                  | 50° 49' 59" NB, 5° 41' 38" OL | 0935/3759 [dode link]) | Tuinderswoning                                                                                  |
| Neogotisch gietijzeren wegkruis                                                                 | late 19e eeuw                            |                                                          | Lage Kanaaldijk bij 61                                              | 50° 49' 58" NB, 5° 41' 38" OL | 0935/3756 [dode link]  | Meer afbeeldingen                                                                               |
| Woonhuis                                                                                        | late 19e eeuw                            |                                                          | Lage Kanaaldijk 62                                                  | 50° 49' 57" NB, 5° 41' 39" OL | 0935/3760 [dode link]  | Woonhuis                                                                                        |
| Pijlers en hekwerk van het afgebroken Statenhuis, vanaf 1914 aan de oprit van Huis de Torentjes | eind 18e eeuw                            |                                                          | Lage Kanaaldijk bij 63                                              | 50° 49' 56" NB, 5° 41' 39" OL | 0935/3761 [dode link]  | Pijlers en hekwerk van het afgebroken Statenhuis, vanaf 1914 aan de oprit van Huis de Torentjes |
| Dubbel woonhuis                                                                                 | vroege 19e eeuw                          |                                                          | Lage Kanaaldijk 66 en 67                                            | 50° 49' 53" NB, 5° 41' 41" OL | 0935/3767 [dode link]  | Dubbel woonhuis                                                                                 |
| Woonhuis met schuur                                                                             | 19e eeuw                                 |                                                          | Lage Kanaaldijk 72                                                  | 50° 49' 52" NB, 5° 41' 42" OL | 0935/3768 [dode link]  | Woonhuis met schuur                                                                             |
| Voormalige schippersschool in neoclassicistische stijl                                          | ca. 1850                                 |                                                          | Lage Kanaaldijk 76                                                  | 50° 49' 50" NB, 5° 41' 43" OL | 0935/3769 [dode link]  | Voormalige schippersschool in neoclassicistische stijl                                          |
| Voormalig viaduct van de mergelexploitatiemaatschappij Sint Pieter; opslagloods                 | 1916                                     |                                                          | Lage Kanaaldijk 79                                                  | 50° 49' 49" NB, 5° 41' 43" OL | 0935/3773 [dode link]  | Voormalig viaduct van de mergelexploitatiemaatschappij Sint Pieter; opslagloods                 |
| Voormalige brug- en sluiswachterswoning in eclecticistische stijl                               | ca. 1885, verbouwd in 1931               |                                                          | Lage Kanaaldijk 83                                                  | 50° 49' 48" NB, 5° 41' 44" OL | 0935/3774 [dode link]  | Voormalige brug- en sluiswachterswoning in eclecticistische stijl                               |
| Vrijstaand woonhuis                                                                             | 1863                                     |                                                          | Lage Kanaaldijk 93                                                  | 50° 49' 43" NB, 5° 41' 45" OL | 0935/3775 [dode link]  | Vrijstaand woonhuis                                                                             |
| Voormalige brug- en sluiswachterswoning in eclecticistische stijl                               | ca. 1855                                 |                                                          | Lage Kanaaldijk 103                                                 | 50° 49' 38" NB, 5° 41' 46" OL | 0935/3779 [dode link]  | Voormalige brug- en sluiswachterswoning in eclecticistische stijl                               |
| Tuinderswoning                                                                                  | midden 19e eeuw                          |                                                          | Lage Kanaaldijk 104                                                 | 50° 49' 38" NB, 5° 41' 45" OL | 0935/3780 [dode link]  | Tuinderswoning                                                                                  |
| Winkel-woonhuis                                                                                 | circa 1900                               |                                                          | Observantenweg 2                                                    | 50° 50' 19" NB, 5° 41' 14" OL | 0935/621               | Winkel-woonhuis                                                                                 |
| Dubbel landhuis                                                                                 | 1934                                     | Alphons Boosten                                          | Observantenweg 42-44                                                | 50° 50' 16" NB, 5° 41' 21" OL | 0935/622               | Dubbel landhuis                                                                                 |
| Woonhuis                                                                                        | 1936                                     | Harry Reijnders                                          | Observantenweg 49                                                   | 50° 50' 16" NB, 5° 41' 24" OL | 0935/624               | Woonhuis                                                                                        |
| Woonhuis                                                                                        | 1938                                     | J. Wielders                                              | Observantenweg 51                                                   | 50° 50' 16" NB, 5° 41' 24" OL | 0935/625               | Woonhuis                                                                                        |
| Woonhuis                                                                                        | 1935                                     | Harry Koene                                              | Observantenweg 53                                                   | 50° 50' 15" NB, 5° 41' 25" OL | 0935/626               | Woonhuis                                                                                        |
| Woonhuis                                                                                        | 1949 (linkerdeel), 1967 (rechterdeel)    | Harry Koene (linkerdeel), Pieter Koene (rechterdeel)     | Observantenweg 55                                                   | 50° 50' 15" NB, 5° 41' 25" OL | 0935/627               | Woonhuis                                                                                        |
| Woonhuis                                                                                        | 1959                                     | Bureau Beunis                                            | Observantenweg 85                                                   | 50° 50' 10" NB, 5° 41' 28" OL | 0935/628               | Woonhuis                                                                                        |
| Villa Maria (voormalige praktijkwoning en apotheek)                                             | 1904                                     |                                                          | Papenweg 1                                                          | 50° 50' 24" NB, 5° 41' 38" OL | 0935/629               | Villa Maria (voormalige praktijkwoning en apotheek)                                             |
| Blok van zes woonhuizen                                                                         | 1900                                     |                                                          | Papenweg 2-12                                                       | 50° 50' 23" NB, 5° 41' 37" OL | 0935/630               | Blok van zes woonhuizen                                                                         |
| Woonhuis                                                                                        | 1904                                     |                                                          | Papenweg 3                                                          | 50° 50' 24" NB, 5° 41' 38" OL | 0935/631               | Woonhuis                                                                                        |
| Woonhuis                                                                                        | 1904 (woonhuis), 1924 (winkelpui)        |                                                          | Papenweg 5                                                          | 50° 50' 24" NB, 5° 41' 38" OL | 0935/633               | Woonhuis                                                                                        |
| Woonhuis                                                                                        | 1904                                     |                                                          | Papenweg 9                                                          | 50° 50' 23" NB, 5° 41' 38" OL | 0935/636               | Woonhuis                                                                                        |
| Woonhuis                                                                                        | circa 1905                               |                                                          | Papenweg 14                                                         | 50° 50' 23" NB, 5° 41' 37" OL | 0935/639 [dode link]   | Woonhuis                                                                                        |
| Woonhuis                                                                                        | circa 1905                               |                                                          | Papenweg 16                                                         | 50° 50' 22" NB, 5° 41' 37" OL | 0935/640               | Woonhuis                                                                                        |
| Woonhuis                                                                                        | circa 1910                               |                                                          | Papenweg 17                                                         | 50° 50' 23" NB, 5° 41' 38" OL | 0935/641               | Woonhuis                                                                                        |
| Woonhuis                                                                                        | circa 1905                               |                                                          | Papenweg 18                                                         | 50° 50' 22" NB, 5° 41' 37" OL | 0935/642               | Woonhuis                                                                                        |
| Villa Rosa                                                                                      | circa 1890                               |                                                          | Papenweg 20                                                         | 50° 50' 22" NB, 5° 41' 37" OL | 0935/643               | Villa Rosa                                                                                      |
| Woonhuis                                                                                        | circa 1910                               |                                                          | Papenweg 28                                                         | 50° 50' 21" NB, 5° 41' 38" OL | 0935/644               | Woonhuis                                                                                        |
| Woonhuis                                                                                        | circa 1910                               |                                                          | Papenweg 30                                                         | 50° 50' 21" NB, 5° 41' 38" OL | 0935/645               | Woonhuis                                                                                        |
| Woonhuis met schuur/garage                                                                      | circa 1905                               |                                                          | Papenweg 44                                                         | 50° 50' 18" NB, 5° 41' 38" OL | 0935/646               | Woonhuis met schuur/garage                                                                      |
| Blok van drie woonhuizen                                                                        | circa 1905                               |                                                          | Papenweg 47-49                                                      | 50° 50' 19" NB, 5° 41' 39" OL | 0935/599               | Blok van drie woonhuizen                                                                        |
| Woonhuis                                                                                        | vóór 1830 (kern)                         |                                                          | Papenweg 76                                                         | 50° 50' 10" NB, 5° 41' 37" OL | 0935/650               | Woonhuis                                                                                        |
| Woonhuis in chaletstijl                                                                         | circa 1900                               |                                                          | Papenweg 100a-e                                                     | 50° 50' 8" NB, 5° 41' 37" OL  | 0935/651               | Woonhuis in chaletstijl                                                                         |
| Dubbel woonhuis                                                                                 | vóór 1830 (kern), circa 1900 (voorgevel) |                                                          | Papenweg 102-104                                                    | 50° 50' 7" NB, 5° 41' 37" OL  | 0935/652               | Dubbel woonhuis                                                                                 |
| Voormalige jongensschool St. Petrus                                                             | 1932                                     | W. Sprenger                                              | Pastoor Kribsweg 14, 14a01-b01                                      | 50° 50' 20" NB, 5° 41' 22" OL | 0935/655               | Voormalige jongensschool St. Petrus                                                             |
| Woonhuis                                                                                        | 1953                                     | J.H.A. Huysmans                                          | Plateauweg 1                                                        | 50° 50' 8" NB, 5° 41' 27" OL  | 0935/656               | Woonhuis                                                                                        |
| Woonhuis in eclectische stijl                                                                   | 1907                                     |                                                          | Prins Bisschopsingel 11                                             | 50° 50' 30" NB, 5° 41' 27" OL | 0935/670               | Woonhuis in eclectische stijl                                                                   |
| Dubbel woonhuis in eclectische stijl                                                            | 1905                                     |                                                          | Prins Bisschopsingel 13-15                                          | 50° 50' 30" NB, 5° 41' 26" OL | 0935/671               | Dubbel woonhuis in eclectische stijl                                                            |
| Woonhuis in eclectische stijl                                                                   | 1906                                     |                                                          | Prins Bisschopsingel 19                                             | 50° 50' 30" NB, 5° 41' 26" OL | 0935/673               | Woonhuis in eclectische stijl                                                                   |
| Villa Den Aldenhoff                                                                             | 1913                                     | W. Eversheim                                             | Prins Bisschopsingel 1a01, 1ao2, 1a03, 1a04, 1b01, 1b02, 1b03, 1c01 | 50° 50' 32" NB, 5° 41' 38" OL | 0935/665               | Villa Den Aldenhoff                                                                             |
| Dubbele villa                                                                                   | 1932                                     |                                                          | Prins Bisschopsingel 3-5                                            | 50° 50' 32" NB, 5° 41' 36" OL | 0935/666               | Dubbele villa                                                                                   |
| Blok van vier woonhuizen                                                                        | 1935                                     | Willem Sandhövel                                         | Prins Bisschopsingel 7                                              | 50° 50' 30" NB, 5° 41' 29" OL | 0935/668               | Blok van vier woonhuizen                                                                        |
| Woonhuis in eclectische stijl                                                                   | 1910                                     |                                                          | Prins Bisschopsingel 9                                              | 50° 50' 30" NB, 5° 41' 27" OL | 0935/669               | Woonhuis in eclectische stijl                                                                   |
| Dubbel woonhuis in eclectische stijl                                                            | 1906                                     |                                                          | Prins Bisschopsingel 21-23                                          | 50° 50' 30" NB, 5° 41' 25" OL | 0935/674               | Dubbel woonhuis in eclectische stijl                                                            |
| Woonhuis in eclectische stijl                                                                   | 1909                                     |                                                          | Prins Bisschopsingel 25                                             | 50° 50' 30" NB, 5° 41' 24" OL | 0935/676               | Woonhuis in eclectische stijl                                                                   |
| Dubbel woonhuis in eclectische stijl                                                            | 1908                                     |                                                          | Prins Bisschopsingel 27-29                                          | 50° 50' 30" NB, 5° 41' 24" OL | 0935/677               | Dubbel woonhuis in eclectische stijl                                                            |
| Woonhuis in eclectische stijl                                                                   | 1908                                     |                                                          | Prins Bisschopsingel 31                                             | 50° 50' 30" NB, 5° 41' 23" OL | 0935/679               | Woonhuis in eclectische stijl                                                                   |
| Woonhuis in eclectische stijl                                                                   | 1908                                     |                                                          | Prins Bisschopsingel 33                                             | 50° 50' 30" NB, 5° 41' 23" OL | 0935/680               | Woonhuis in eclectische stijl                                                                   |
| Woonhuis in eclectische stijl                                                                   | 1908                                     |                                                          | Prins Bisschopsingel 35                                             | 50° 50' 30" NB, 5° 41' 23" OL | 0935/681               | Woonhuis in eclectische stijl                                                                   |
| Woonhuis                                                                                        | 1908                                     |                                                          | Prins Bisschopsingel 41                                             | 50° 50' 30" NB, 5° 41' 22" OL | 0935/682               | Woonhuis                                                                                        |
| Drie woonhuizen in eclectische stijl                                                            | circa 1905                               |                                                          | Prins Bisschopsingel 43-45-47                                       | 50° 50' 30" NB, 5° 41' 21" OL | 0935/683               | Drie woonhuizen in eclectische stijl                                                            |
| Woonhuis in eclectische stijl                                                                   | begin 20e eeuw                           |                                                          | Prins Bisschopsingel 49                                             | 50° 50' 30" NB, 5° 41' 21" OL | 0935/686               | Woonhuis in eclectische stijl                                                                   |
| Woonhuis in eclectische stijl                                                                   | circa 1900                               |                                                          | Prins Bisschopsingel 51                                             | 50° 50' 30" NB, 5° 41' 20" OL | 0935/687               | Woonhuis in eclectische stijl                                                                   |
| Woonhuis in eclectische stijl                                                                   | 1910                                     |                                                          | Sint Hubertuslaan 27                                                | 50° 50' 30" NB, 5° 41' 20" OL | 0935/688               | Woonhuis in eclectische stijl                                                                   |
| Woonhuis in eclectische stijl                                                                   | circa 1905                               |                                                          | Sint Hubertuslaan 29                                                | 50° 50' 29" NB, 5° 41' 20" OL | 0935/689               | Woonhuis in eclectische stijl                                                                   |
| Dubbel woonhuis in eclectische stijl                                                            | 1906                                     |                                                          | Sint Hubertuslaan 31-33                                             | 50° 50' 29" NB, 5° 41' 19" OL | 0935/690               | Dubbel woonhuis in eclectische stijl                                                            |
| Dubbel woonhuis in eclectische stijl                                                            | 1908                                     |                                                          | Sint Hubertuslaan 35-37                                             | 50° 50' 29" NB, 5° 41' 19" OL | 0935/692               | Dubbel woonhuis in eclectische stijl                                                            |
| Woonhuis in eclectische stijl                                                                   | circa 1911                               |                                                          | Sint Hubertuslaan 39                                                | 50° 50' 29" NB, 5° 41' 19" OL | 0935/694               | Woonhuis in eclectische stijl                                                                   |
| Woonhuis in eclectische stijl                                                                   | circa 1910                               |                                                          | Sint Hubertuslaan 41                                                | 50° 50' 28" NB, 5° 41' 19" OL | 0935/695               | Woonhuis in eclectische stijl                                                                   |
| Woonhuis in eclectische stijl                                                                   | 1913                                     |                                                          | Sint Hubertuslaan 43                                                | 50° 50' 28" NB, 5° 41' 18" OL | 0935/696               | Woonhuis in eclectische stijl                                                                   |
| Woonhuis in eclectische stijl                                                                   | 1912                                     |                                                          | Sint Hubertuslaan 47                                                | 50° 50' 28" NB, 5° 41' 18" OL | 0935/697               | Woonhuis in eclectische stijl                                                                   |
| Twee woonhuizen                                                                                 | 1922                                     |                                                          | Sint Hubertuslaan 53 - Aylvalaan 62                                 | 50° 50' 27" NB, 5° 41' 18" OL | 0935/486               | Twee woonhuizen                                                                                 |
| Villa                                                                                           | circa 1950                               |                                                          | Sint Lambertuslaan 8a                                               | 50° 50' 30" NB, 5° 41' 31" OL | 0935/699               | Villa                                                                                           |
| Villa Edithberga in eclectische stijl                                                           | 1916                                     |                                                          | Sint Lambertuslaan 10a                                              | 50° 50' 29" NB, 5° 41' 32" OL | 0935/700               | Villa Edithberga in eclectische stijl                                                           |
| Woonhuis                                                                                        | 1887 (woonhuis), 1954 (voorgevel)        | P.H.A.A. Pluymen                                         | Sint Lambertuslaan 12                                               | 50° 50' 27" NB, 5° 41' 33" OL | 0935/701 [dode link]   | Woonhuis                                                                                        |
| Villa Flora in neorenaissancestijl                                                              | 1887                                     |                                                          | Sint Lambertuslaan 14                                               | 50° 50' 27" NB, 5° 41' 34" OL | 0935/702               | Villa Flora in neorenaissancestijl                                                              |
| Villa La Viletta in chaletstijl                                                                 | 1887-1890                                |                                                          | Sint Lambertuslaan 15                                               | 50° 50' 29" NB, 5° 41' 35" OL | 0935/703               | Villa La Viletta in chaletstijl                                                                 |
| Villa in neorenaissancestijl                                                                    | 1887                                     |                                                          | Sint Lambertuslaan 16                                               | 50° 50' 26" NB, 5° 41' 34" OL | 0935/704               | Villa in neorenaissancestijl                                                                    |
| Villa De Ark                                                                                    | 1913                                     | W. Eversheim                                             | Sint Lambertuslaan 17                                               | 50° 50' 28" NB, 5° 41' 36" OL | 0935/705               | Villa De Ark                                                                                    |
| Dubbel woonhuis in neorenaissancestijl                                                          | circa 1900                               |                                                          | Sint Lambertuslaan 18-20                                            | 50° 50' 26" NB, 5° 41' 34" OL | 0935/706               | Dubbel woonhuis in neorenaissancestijl                                                          |
| Villa Hortus Rosae                                                                              | 1916                                     |                                                          | Sint Lambertuslaan 19                                               | 50° 50' 28" NB, 5° 41' 36" OL | 0935/708               | Villa Hortus Rosae                                                                              |
| Villa                                                                                           | 1928                                     | W.J. Sandhövel en V.F. Marres                            | Sint Lambertuslaan 21                                               | 50° 50' 27" NB, 5° 41' 36" OL | 0935/709               | Villa                                                                                           |
| Woonhuis                                                                                        | circa 1905                               |                                                          | Sint Lambertuslaan 22                                               | 50° 50' 25" NB, 5° 41' 34" OL | 0935/710               | Woonhuis                                                                                        |
| Woonhuis in jugendstil                                                                          | circa 1905                               |                                                          | Sint Lambertuslaan 24                                               | 50° 50' 25" NB, 5° 41' 34" OL | 0935/711               | Woonhuis in jugendstil                                                                          |
| Dubbele villa                                                                                   | 1909                                     |                                                          | Sint Lambertuslaan 31-33                                            | 50° 50' 26" NB, 5° 41' 38" OL | 0935/714               | Dubbele villa                                                                                   |
| Woonhuis                                                                                        | 1909                                     |                                                          | Sint Lambertuslaan 35                                               | 50° 50' 26" NB, 5° 41' 39" OL | 0935/716               | Woonhuis                                                                                        |
| Woonhuis                                                                                        | 1909                                     |                                                          | Sint Lambertuslaan 37                                               | 50° 50' 25" NB, 5° 41' 39" OL | 0935/717               | Woonhuis                                                                                        |
| Woonhuis                                                                                        | 1909                                     |                                                          | Sint Lambertuslaan 39, 39b                                          | 50° 50' 25" NB, 5° 41' 40" OL | 0935/718               | Woonhuis                                                                                        |
| Woonhuis in eclectische stijl                                                                   | 1907                                     |                                                          | Sint Lambertuslaan 40                                               | 50° 50' 24" NB, 5° 41' 41" OL | 0935/719               | Woonhuis in eclectische stijl                                                                   |
| Dubbel woonhuis in eclectische stijl                                                            | 1904                                     |                                                          | Sint Lambertuslaan 42-44                                            | 50° 50' 24" NB, 5° 41' 41" OL | 0935/720               | Dubbel woonhuis in eclectische stijl                                                            |
| Woonhuis in eclectische stijl                                                                   | 1904                                     |                                                          | Sint Lambertuslaan 46                                               | 50° 50' 24" NB, 5° 41' 42" OL | 0935/722 [dode link]   | Woonhuis in eclectische stijl                                                                   |
| Woonhuis in eclectische stijl                                                                   | 1904                                     |                                                          | Sint Lambertuslaan 48                                               | 50° 50' 24" NB, 5° 41' 42" OL | 0935/723               | Woonhuis in eclectische stijl                                                                   |
| Woonhuis in eclectische stijl                                                                   | 1904                                     |                                                          | Sint Lambertuslaan 50                                               | 50° 50' 24" NB, 5° 41' 42" OL | 0935/724               | Woonhuis in eclectische stijl                                                                   |
| Woonhuis in eclectische stijl                                                                   | 1911                                     |                                                          | Sint Lambertuslaan 52                                               | 50° 50' 24" NB, 5° 41' 43" OL | 0935/725               | Woonhuis in eclectische stijl                                                                   |
| Blok van zes boven- en benedenwoningen in expressionistische stijl                              | 1932                                     |                                                          | Sint Lambertuslaan 58ab, 60ab en 62ab                               | 50° 50' 23" NB, 5° 41' 47" OL | 0935/726               | Blok van zes boven- en benedenwoningen in expressionistische stijl                              |
| Winkel-woonhuis                                                                                 | 1941                                     | Alphons Boosten                                          | Sint Maternusstraat 2ab                                             | 50° 50' 23" NB, 5° 41' 29" OL | 0935/730               | Winkel-woonhuis                                                                                 |
| Vier aaneengeschakelde woningen bedoeld als pastorie-kapelanie                                  | circa 1950                               | Harry Koene                                              | Sint Maternusstraat 7-9-11-13                                       | 50° 50' 22" NB, 5° 41' 31" OL | 0935/731               | Vier aaneengeschakelde woningen bedoeld als pastorie-kapelanie                                  |
| Voormalige portierswoning van Veldekecollege                                                    | 1922                                     | Jules Kayser                                             | Sint Monulphusweg 18 en Glacisweg 28c                               | 50° 50' 24" NB, 5° 41' 29" OL | 0935/732               | Meer afbeeldingen                                                                               |
| Woonhuis                                                                                        | eind 19e eeuw                            |                                                          | Sint Pieterskade 21                                                 | 50° 50' 28" NB, 5° 41' 44" OL | 0935/3569              | Woonhuis                                                                                        |
| Woonhuis                                                                                        | 1850                                     |                                                          | Sint Pieterskade 23                                                 | 50° 50' 27" NB, 5° 41' 44" OL | 0935/3570 [dode link]  | Woonhuis                                                                                        |
| Woonhuis in de stijl van het nieuwe bouwen                                                      | 1953                                     | San Claessens                                            | Sint Rochusweg 5                                                    | 50° 50' 13" NB, 5° 41' 18" OL | 0935/733               | Woonhuis in de stijl van het nieuwe bouwen                                                      |
| Kerkhof bij kerk van Sint Pieter boven                                                          |                                          |                                                          | Ursulinenweg 2                                                      | 50° 49' 53" NB, 5° 41' 35" OL | 0935/3754 [dode link]  | Kerkhof bij kerk van Sint Pieter boven                                                          |
| Pastorie                                                                                        | ca. 1898                                 |                                                          | Ursulinenweg 2A-B                                                   | 50° 49' 51" NB, 5° 41' 37" OL | 0935/3755 [dode link]  | Pastorie                                                                                        |
| Voormalig bijgebouw van Villa Maaszicht; kloostervleugel van de zusters Ursulinen               | ca. 1880                                 |                                                          | Ursulinenweg 3A-B                                                   | 50° 49' 44" NB, 5° 41' 39" OL | 0935/3787 [dode link]  | Voormalig bijgebouw van Villa Maaszicht; kloostervleugel van de zusters Ursulinen               |